# Округ Мекленбург-Штрелиц
Округ Мекленбург-Штрелиц је округ у немачкој савезној држави Мекленбург-Западна Померанија. 
Површина округа је 2.090 км². Крајем 2009. имао је 78.562 становника. Има 53 насеља, од којих је седиште управе у месту Нојштрелиц. 
У округу се налази Национални парк Мириц. У јужном и западном делу округа има пуно малих језера и мочвара. 